# Шевченко (зупинний пункт)
Шевче́нко — пасажирський залізничний зупинний пункт Одеської дирекції Одеської залізниці на лінії Колосівка — Одеса-Головна між станціями Одеса-Східна (2 км) та Одеса-Сортувальна (3 км). Розташований у Пересипському районі міста Одеса між вулицями Жоліо-Кюрі та Луцькою.  

## Історія
Раніше зупинний пункт мав назву Платформа 1297 км.
У 1971 році електрифіковано змінним струмом (~25 кВ) у складі дільниці Колосівка — Одеса-Сортувальна.

## Пасажирське сполучення
На зупинному пункті Шевченко зупиняються приміські електропоїзди до кінцевих станцій Одеса-Головна, Колосівка, Помічна.